# 그녀의 신화
《그녀의 신화》는 2013년 8월 5일부터 2013년 10월 8일까지 JTBC에서 방송된 월화 드라마이다.

## 줄거리
운명이 뒤바뀐 두 여자와 모든 것을 다 가진 한 남자가 진정성을 찾아가는 과정을 그리는 작품이다.

## 등장 인물

### 주요 인물
- 최정원 : 은정수 역 (아역 김수현, 김보라) - 가방 디자이너
- 김정훈 : 도진후 역 (아역 윤홍빈) - 신화그룹 전략기획 본부장
- 손은서 : 김서현 / 은경희 역 (아역 신수연, 박시우) - 정수의 이종사촌, '세경무역'의 기획이사
- 박윤재 : 강민기 역 - 신화그룹 디자인 실장

### 정수네 가족
- 최수린 : 은혜정 역 - 정수의 어머니 (특별출연)
- 맹상훈 : 은기정 역 - 정수의 외삼촌, 경희의 아버지
- 전수경 : 김미연 역 - 정수의 외숙모, 경희의 어머니
- 장태성 : 은경호 역 (아역 정윤석, 백성흠) - 경희의 오빠
- 변정혜 : 여숙경 역 - 정수의 친구, 명품 렌탈샵 직원

### 진후네 가족
- 김성겸 : 도경철 역 - 진후의 할아버지, 신화그룹 창립자이자 현 회장

### 서현이네 가족
- 김병세 : 김종욱 역 - 서현의 양아버지, '세경무역'의 대표이사
- 김혜선 : 우도영 역 - 서현의 양어머니

### 그 외 주변인물
- 전노민 : 최수호 역 - 신화그룹 사장
- 이연경 : 장연숙 역 - 최수호의 아내, 우도영의 친구 (특별출연)
- 심은진 : 구소영 역 - 신화그룹 디자인팀 가방 디자이너 7년차, 서현과 민기의 파슨스 스쿨 선배
- 진예솔 : 유아라 역 - 가방 디자이너 4년차
- 진성 : 제갈용삼 역 - 가방 디자이너 5년차
- 나현주 : 고은주 역 - 신입 디자이너
- 윤채이 : 송진경 역 - 가방 디자이너 7년차
- 강다빈 : 박종민 역 - 신입 디자이너
- 홍승범 : 장 비서 역 - 김종욱의 비서
- 이창 : 김종욱 측 변호사 역
- 이정성 : 배 상무 역 - 신화그룹 임원
- 서민경 : 술집 주인 역
- 김홍수 : '신화패션'의 직원 역
- 최현준 : 경비원 역
- 신동훈 : 최수호의 비서 역
- 인성호 : 마트 매니저 역
- 정명준 : 김종욱의 비서 역
- 이현걸 : 사채업자 역
- 박건락 : 사채업자 역
- 조형일 : 동사무소 직원 역
- 이하늬 : 약사 역
- 홍재성 : 의사 역
- 정영금 : 김종욱의 집 가사도우미 역
- 이설구 : 사채업자 역
- 이종래 : 강 박사 역 - 김종욱의 친구
- 김은호
- 한채진 : 나미의 엄마 역
- 이설희
- 홍승철
- 최영 : 형사 역
- 예림 : 신화그룹 직원 역
- 정동규 : 강 사장 역 - 가죽공장 사장
- 여운복 : 박 부장 역 - 신화그룹 디자인팀 부장
- 이하나
- 서병덕 : 가죽가게 사장 역
- 하수호 : 클럽 가드 역
- 지성근 : 동대문시장 상가 상인 역
- 전나연 : 가방 사는 손님 역
- 안장훈 : 동대문시장 상가 상인 역
- 전해룡 : 부동산중개업자 역
- 조남희 : 신화그룹 임원 역
- 홍혜령 : 가방 사는 손님 역
- 이윤상 : 부동산중개업자 역
- 김봉성
- 김유안 : 신화그룹 안내데스크 직원 역
- 송지현 : 진후의 맞선녀 역
- 다리아 : 서현의 전 직장동료 역
- 미상 : 이병준 역 - 경호가 믿고 투자한 친한 형
- 김주아 : 카페 직원 역
- 김수현(2006년 생) : 최정원 어린시절 역
- 김광인 : 진상조사위원장 역
- 강문경 : 진상조사위원 역 - 신화그룹 임원
- 김수지
- 서정주 : 백화점 의류매장 매니저 역
- 현숙희 : 영종도 현 집주인 역
- 강미애
- 이준희 : 경찰 역 - 민기의 선배
- 강석원
- 곽현
- 강찬양 : 영종도 주민센터 직원 역
- 미상 : 최 비서 역 - 최수호의 비서
- 정현석 : 기자 역
- 윤정아
- 김연수 : 정 과장 역 - NS홈쇼핑 과장
- 김태영 : 의사&신화그룹 임원 역
- 남소연 : 가방회사 면접관 역
- 황은수 : 쇼호스트 역
- 염정구 : 신화그룹 임원 역
- 이현 : 유 이사 역 - 신화그룹 임원
- 나재균 : 배철수 역 - 가방 기술자
- 백윤흠 : 형사 역
- 성인자 : 동대문시장 가방가게 상인 역
- 김선녀 : 동대문시장 가방가게 상인 역
- 반혜라 : 동대문시장 가방가게 상인 역
- 윤동영 : 병실을 지키는 경호원 역
- 조선옥 : 간호사 역
- 미상 : 신민경 역 - 가방 디자이너
- 미상 : 어린 도진후 역
- 천예원 : 기자 역
- 미상 : 사진기자 역
- 김원배 : 신 변호사 역 - 신화그룹 측 변호사
- 이로은
- 성찬호 : 가방공장 관리자 역
- 김종호 : 송 부장 역 - 가방 기술자
- 한영광 : 브랜드 '알베르토' 런칭쇼 담당 직원 역
- 최정화
- 박성균 : 런칭 장소 '자스민'의 직원 역
- 엄지만
- 이채민 : 팝업스토어 관계자 역
- 유영복
- 허선행 : 샬롯백화점 직원 역
- 이병철 : '알베르토' 제품 운반 기사 역
- 이정한
- 이선영 : 수녀 역
- 김건호 : 가방 기술자 역
- 오지연 : 가방 디자이너 역
- 박상용 : 가방 기술자 역

### 특별출연
- 박웅 : 김 회장 역 - '세경무역'의 회장 (1회, 3~4회)
- 이희도 : 김대풍 역 - 괴짜 가방 기술자 (14~15회)

## 사운드 트랙
2013년 8월 29일부터 Super Kidd, 비비안, 정희주의 수록곡이 차례로 선공개되었다.
아래는 싱글앨범과 정규앨범에 포함된 곡들이며, 정렬기준은 출시 순이다.

### Part.1
| #  | 제목                             | 작사 | 작곡     | 재생 시간 |
| -- | -------------------------------- | ---- | -------- | --------- |
| 1. | 〈Blondie〉 (Super Kidd)         | 허첵 | 헤비포터 | 3:20      |
| 2. | 〈Blondie (Inst.)〉 (Super Kidd) |      | 헤비포터 | 3:20      |

### Part.2
| #  | 제목                                            | 작사       | 작곡     | 재생 시간 |
| -- | ----------------------------------------------- | ---------- | -------- | --------- |
| 1. | 〈난 그대 하나만 곁에 있으면〉 (비비안)         | 아메리카노 | 필승불패 | 3:18      |
| 2. | 〈난 그대 하나만 곁에 있으면 (Inst.)〉 (비비안) |            | 필승불패 | 3:18      |

### Part.3
| #  | 제목                           | 작사   | 작곡   | 재생 시간 |
| -- | ------------------------------ | ------ | ------ | --------- |
| 1. | 〈눈물 조금〉 (정희주)         | 김태윤 | 황상준 | 3:20      |
| 2. | 〈눈물 조금 (Inst.)〉 (정희주) |        | 황상준 | 3:20      |

## 시청률
아래의 파란색 숫자는 '최저 시청률'이고, 빨간색 숫자는 '최고 시청률'입니다.
| 2013년 | 2013년   | 2013년                             | 2013년                              |
| 회차   | 방송일   | TNmS 시청률 (수도권 유료가구 기준) | AGB닐슨 시청률 (전국 유료가구 기준) |
| ------ | -------- | ---------------------------------- | ----------------------------------- |
| 제1회  | 8월 5일  | %                                  | 0.66%                               |
| 제2회  | 8월 6일  | %                                  | 1.24%                               |
| 제3회  | 8월 12일 | %                                  | 1.08%                               |
| 제4회  | 8월 13일 | %                                  | 1.20%                               |
| 제5회  | 8월 19일 | %                                  | 1.14%                               |
| 제6회  | 8월 20일 | %                                  | 1.14%                               |
| 제7회  | 8월 26일 | %                                  | 1.45%                               |
| 제8회  | 8월 27일 | %                                  | 1.50%                               |
| 제9회  | 9월 2일  | %                                  | 1.42%                               |
| 제10회 | 9월 3일  | %                                  | 1.32%                               |
| 제11회 | 9월 9일  | %                                  | 1.78%                               |
| 제12회 | 9월 10일 | %                                  | 2.20%                               |
| 제13회 | 9월 16일 | %                                  | 1.65%                               |
| 제14회 | 9월 17일 | %                                  | 1.81%                               |
| 제15회 | 9월 23일 | %                                  | 1.90%                               |
| 제16회 | 9월 24일 | %                                  | 2.06%                               |
| 제17회 | 9월 30일 | %                                  | 2.14%                               |
| 제18회 | 10월 1일 | %                                  | 2.51%                               |
| 제19회 | 10월 7일 | %                                  | 2.19%                               |
| 제20회 | 10월 8일 | %                                  | 2.896%                              |

## 경쟁 프로그램
- 굿 닥터 (KBS 2TV, 2013년 8월 5일 ~ 2013년 10월 8일)
- 불의 여신 정이 (MBC, 2013년 7월 1일 ~ 2013년 10월 22일)
- 황금의 제국 (SBS, 2013년 7월 1일 ~ 2013년 9월 17일)
- 수상한 가정부 (SBS, 2013년 9월 23일 ~ 2013년 11월 26일)